# Joline Höstman
Joline Höstman (ur. 24 września 1988 w Göteborgu) – szwedzka pływaczka, brązowa medalistka mistrzostw Europy na 50 m i 25 m basenie.
Specjalizuje się w pływaniu stylem klasycznym. Jej największym dotychczasowym sukcesem jest brązowy medal mistrzostw Europy w Eindhoven w 2008 roku na dystansie 100 m tym stylem.